# Ba Swe

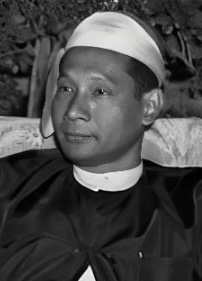

Ba Swe (birm. ဘဆွေ, ur. 17 października 1915 w Tawè, zm. 6 grudnia 1987 Rangun) – birmański polityk, w latach 1956–1957 premier Mjanmy. Jeden z założycieli Komunistycznej Partii Birmy. W 1939 roku współtworzył Socjalistyczną Partię Birmy.